# The Stranger
《The Stranger》(더 스트레인저)는 1977년 9월 29일 컬럼비아 레코드에 의해 발매된 미국의 싱어송라이터 빌리 조엘의 다섯 번째 스튜디오 음반이다. 이 음반은 1986년에 발매된 《The Bridge》까지 상당수 음반을 프로듀싱 했던 필 라몬이 프로듀싱 한 첫 번째 음반이다.
3주 만에 녹음된 《The Stranger》은 조엘의 이전 스튜디오의 노력에 따라 1년 만에 발매되었는데, 이전 음반이 미국 차트에서 그다지 많이 팔리지 않은 빌리 조엘은 《Turnstiles》의 다음 음반 발매에 대해 고려하지 않았다. 조엘은 그의 로드쇼 투어를 통해 《Turnstiles》의 제작 기간 동안 함께 했던 그의 새로운 밴드와 함께 작업하고 싶었다. 새로운 프로듀서를 찾으면서, 그는 처음에 베테랑 비틀즈의 프로듀서인 조지 마틴을 만나 그가 폴 사이먼과 같은 다른 아티스트들의 음반에서 본 이름이 라몬에 정착했다.

## 곡 목록
모든 곡은 빌리 조엘에 의해 작사/작곡하였다.
| #  | 제목                                  | 재생 시간 |
| -- | ------------------------------------- | --------- |
| 1. | 〈Movin' Out (Anthony's Song)〉       | 3:30      |
| 2. | 〈The Stranger〉                      | 5:10      |
| 3. | 〈Just the Way You Are〉              | 4:52      |
| 4. | 〈Scenes from an Italian Restaurant〉 | 7:37      |

| #  | 제목 | 재생 시간 |
| -- | --- | --------- |
| 5. | 〈Vienna〉 | 3:34      |
| 6. | 〈Only the Good Die Young〉                                                                                                 | 3:55      |
| 7. | 〈She's Always a Woman〉 | 3:21      |
| 8. | 〈Get It Right the First Time〉                                                                                             | 3:57      |
| 9. | 〈Everybody Has a Dream (LP 및 카세트에는 〈The Stranger〉의 반복 부분이 포함되지만 *8트랙에는 반복 부분이 포함되지 않음)〉 | 6:38      |

## 인증
| 국가                                                  | 인증        | 판매량/출하량 |
| ----------------------------------------------------- | ----------- | ------------- |
| 캐나다 (뮤직 캐나다)                                  | 5× 플래티넘 | 500,000^      |
| 프랑스                                                | —           | 75,000        |
| 홍콩 (IFPI 홍콩)                                      | 플래티넘    | 15,000*       |
| 일본 (RIAJ)                                           | 골드        | 377,000       |
| 뉴질랜드 (RMNZ)                                       | 플래티넘    | 15,000^       |
| 영국 (BPI)                                            | 골드        | 100,000^      |
| 미국 (RIAA)                                           | 다이아몬드  | 10,000,000^   |
| *판매량을 기반으로 한 인증 ^출하량을 기반으로 한 인증 |             |               |

## 같이 보기
- 미국에서 가장 많이 팔린 음반 목록